# Daniel Speer
Georg Daniel Speer (Breslavia, 2 luglio 1636 – Göppingen, 5 ottobre 1707) è stato un compositore e scrittore tedesco.

## Biografia
Nasce a Breslavia, in Polonia, ma lavora in territorio tedesco approssimativamente dal 1665 in poi. È figlio di un pellicciaio di Breslavia, ma del suo periodo giovanile non si conosce molto, oltre al fatto che viaggiò molto (Ungheria, Romania ecc.) dopo essere scappato di casa e che probabilmente fu trombettiere in alcuni eserciti. Nel 1664 è attestato il suo passaggio da Tubinga e Stoccarda. Dal 1667 è attivo a Göppingen, dove insegnò latino preso la scuola locale e dove scrisse racconti oltre che saggi e pamphlet politici contro i possessi francesi nelle sue terre, che però gli procurarono un'accusa da parte del potere e il conseguente imprigionamento (1689). Di lui ci resta l'importante Quadrifoglio Musicale (Vierfaches Musicalisches Kleeblatt, 1697), che contiene insegnamenti sulla musica da tastiera, sull'arte del basso continuo e su altri strumenti, con esercitazioni-sonate (ossia veri e propri spartiti di sonate per diversi strumenti). Questo libro è importante perché per la prima volta vengono scritte delle sonate appositamente per viola da braccio (chiamata viol-braccio o braz) in contrapposizione all'antica viola da gamba.
A lui vengono attribuiti alcuni dei primi componimenti per ensemble di tromboni (ad esempio la "Sonata a 4"); a questo particolare riguardo nel suo "Grundrichtiger … Unterricht der musikalischen Kunst" vi sono due sonate per 3 tromboni, volte a spiegare la tecnica trombonistica, con una correlata spiegazione delle funzionalità di tale strumento.

## Opere
- 1683 - Türkischer Vagant
- 1683 - Ungarischer oder Dacianischer Simplicissimus. (n.e. Vienna 1973)
- 1685 - Neugebackene Tafelschnitz
- 1687 - Grundrichtiger kurz-, leicht-, und nöthiger Unterricht der musikalischen Kunst. Ulma 1687 e 1697 (n.e. Lipsia 1974)
- 1688 - Musikalisch-Türckischer Eulen-Spiegel. Ulma 1688 (n.e. Bratislava 1971)
- 1688 - Philomela angelica
- 1692 - Jubilum coeleste
- 1697 - Vierfaches Musicalisches Kleeblatt